# Beelu National Park
Beelu National Park är en nationalpark i Australien.   Den ligger i delstaten Western Australia, i den västra delen av landet, 3 100 kilometer väster om huvudstaden Canberra. Beelu National Park ligger 178 meter över havet. Arean är 46 kvadratkilometer.
I omgivningarna runt Beelu National Park växer huvudsakligen savannskog. Runt Beelu National Park är det ganska tätbefolkat, med 75 invånare per kvadratkilometer.